# 마다가스카르의 국장

마다가스카르의 국장

마다가스카르의 국장은 마다가스카르를 상징하는 문장으로 현재의 국장은 1998년에 제정되었다.
노란색 원 안에 그려져 있는 하얀색 원 안에는 마다가스카르의 지도가 빨간색으로 그려져 있다. 하얀색 원 아래쪽에는 빨간색 논이 그려져 있으며 논 앞쪽에는 빨간색 혹소의 머리가 그려져 있다. 하얀색 원 위쪽에는 초록색과 빨간색 빛줄기가 그려져 있다.
국장 위쪽에는 마다가스카르의 공식 명칭인 "마다가스카르 공화국"("Repoblikan'i Madagasikara")이 말라가시어로 쓰여져 있다. 국장 양쪽에는 벼 이삭이 장식되어 있으며, 벼 이삭 사이에는 마다가스카르의 나라 표어인 "조국, 자유, 발전"("Tanindrazana, Fahafahana, Fandrosoana")이 말라가시어로 쓰여져 있다.

## 역대 마다가스카르의 국장

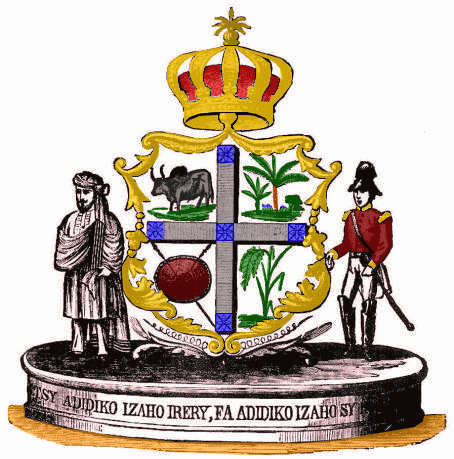
라나발로나 2세 여왕의 문장
메리나 왕국의 국장 (1896년)
프랑스령 마다가스카르의 문장 (1897년 ~ 1958년)
마다가스카르의 국장 (1958년 ~ 1975년)
마다가스카르의 국장 (1975년 ~ 1992년)
마다가스카르의 국장 (1993년 ~ 1998년)